# Harpalyce borhidii
Harpalyce borhidii är en ärtväxtart som beskrevs av O.Muniz. Harpalyce borhidii ingår i släktet Harpalyce och familjen ärtväxter. Inga underarter finns listade i Catalogue of Life.